# هيبة بوريم
هيبة بوريم القرقعي شاعر ليبي من قبيلة المغربي، ولد عام 1876م تقريبا في منطقة النوفلية وتوفى في عام 1935 تقريبا.
وهو من كبار شعراء ليبيا، ولدية الكثير من الاشعار من اشهرها في الشعر الشعبي الليبي ( عمل من يديكم موش قول لسان، عليك وقت، مابي مرض ).